# Албрехт Фридрих фон Бранденбург-Швет
Албрехт Фридрих фон Бранденбург-Швет (на немски: Albrecht Friedrich, Prinz von Preußen, Markgraf zu Brandenburg-Schwedt; * 24 януари 1672, Берлин; † 21 юни 1731, дворец Фридрихсфелде, Берлин) от династията Хоенцолерн, е принц на Прусия, титулярен маркграф на Бранденбург-Швет, генерал-лейтенант на бранденбургско-пруската армия и от 1696 до 1731 г. херенмайстер на Йоанитския орден.

## Живот
Той е син на бранденбургския курфюрст Фридрих Вилхелм (1620 – 1688) и втората му съпруга Доротея София фон Шлезвиг-Холщайн-Зондербург-Глюксбург (1636 – 1689).
Албрехт Фридрих започва военна кариера, през 1694 г. участва в поход в Италия и на 9 март 1695 г. става генерал-лейтенант. През ноември 1702 г. заради болест той напуска поста си.
През 1706 г. той става щатхалтер в Задна Померания.
Умира на 59-годишна възраст. Погребан е в Берлинската катедрала.

## Фамилия
Албрехт Фридрих се жени на 31 октомври 1703 г. за принцеса Мария Доротея Кетлер от Курландия (1684 – 1743), дъщеря на херцог Фридрих II Казимир Кетлер и София Амалия, дъщеря на граф Хайнрих фон Насау-Зиген. С нея той има децата:
- Фридрих (1704 – 1707)
- Карл Фридрих Албрехт (1705 – 1762)
- Анна София Шарлота (1706 – 1751)

∞ 1723 херцог Вилхелм Хайнрих фон Саксония-Айзенах (1691 – 1741)
- Луиза Вилхелмина (1709 – 1726)
- Фридрих (1710 – 1741), убит като пруски полковник
- Албертина (1712 – 1750)

∞ 1733 княз Виктор II Фридрих фон Анхалт-Бернбург (1700 – 1765)
- Фридрих Вилхелм (1714 – 1744)